# Nederlandse Vereniging van Banken

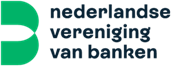
Logo van de NVB

De Nederlandse Vereniging van Banken (NVB) is een Nederlandse vereniging die in 1989 werd opgericht om de gemeenschappelijke belangen van de Nederlandse banken te behartigen. 

## Missie
De Nederlandse Vereniging van Banken behartigt de gemeenschappelijke belangen van de banksector, streeft naar effectieve marktwerking en houdt rekening met de belangen van haar gesprekpartners voor een sterk, gezond en internationaal concurrerend bankwezen in Nederland.

## Geschiedenis
De Nederlandse Vereniging van Banken is in 1989 opgericht om de gemeenschappelijke belangen van de Nederlandse banken te behartigen. Tot die tijd onderhielden de in 1949 opgerichte Nederlandse Bankiersvereniging (NBV) en het in 1971 opgerichte College van Overleg van de gezamenlijke banken (CvO) het interbancaire overleg. Sinds de fusie in 2001 met de in 1947 opgerichte Werkgeversvereniging voor het Bankbedrijf (WGVB) behoort nu ook de sociaal-economische belangenbehartiging tot de taken van de NVB. Vrijwel alle in Nederland actieve banken, inclusief vestigingen van buitenlandse banken, zijn lid van de Nederlandse Vereniging van Banken.
Voor 1989 onderhielden de in 1949 opgerichte Nederlandse Bankiersvereniging (NBV) en het in 1971 opgerichte College van Overleg van de gezamenlijke banken (CvO) het interbancaire overleg.

## Vereniging
Voorzitter van het bestuur van de Nederlandse Vereniging van Banken is sedert 1 augustus 2021 Medy van der Laan. Eerder vervulden onder meer Chris Buijink (2013-2021) en Boele Staal (2007-2013) deze functie.

## Leden
Vrijwel alle in Nederland actieve banken, inclusief vestigingen van buitenlandse banken, zijn lid van de NVB. Op Europees niveau is de NVB lid van de European Banking Federation.

## Bureau
Bij de Nederlandse Vereniging van Banken zijn circa 55 mensen werkzaam. Directeur van de Vereniging is Eelco Dubbeling. Het kantoor is gevestigd aan de Amsterdamse Zuidas.